# Пјан деј Кунеј (Ђенова)
Пјан деј Кунеј је насеље у Италији у округу Ђенова, региону Лигурија.
Према процени из 2011. у насељу је живело 51 становника. Насеље се налази на надморској висини од 51 м.